# 理系男子。NEXT 勉強になる!? キャラクターソング
『理系男子。NEXT 勉強になる!? キャラクターソング』は、アニメイトTVが企画する『男子。』シリーズ、勉強サポート・プロジェクトの『理系男子。NEXT』のキャラクターソングを収録しているアルバムである。2012年10月24日から2013年9月25日までフロンティアワークスより発売された。

## 概要
アニメイトTVが企画する『男子。』シリーズ第1弾、勉強サポート・プロジェクトの『理系男子。NEXT』のキャラクターソング。第1弾が2012年に、第2弾が2013年に発売。第1弾にはキャラクターソングと主題歌の各ソロバージョンが収録されている。
理系男子。 勉強になる!? キャラクターソングは同じプロジェクト内のいわば前作にあたり、「理化学研究会」という設定に新規キャラクター4名を追加しメインにした後輩編が本作品である

## 第1弾

### Vol.1
歌は、白金 永遠（代永翼）。2012年10月24日に「尾汐七斗里」と同時に発売された。
1. supposition〜僕が鳥だったら〜（勉強科目:英語）
作詞：外原祥子、作曲・編曲：新井健史
2. 原子分子STEP〜ぼくらの化学反応〜
作詞：村上一葉、作曲・編曲：岩野道拓
3. モノローグドラマ 白金永遠 編

### Vol.2
歌は、尾汐 七斗里（細谷佳正）。2012年10月24日に「白金永遠」と同時に発売された。
1. 限界experimentation（勉強科目:化学）
作詞：村上一葉、作曲・編曲：岩野道拓
2. 原子分子STEP〜ぼくらの化学反応〜
作詞：村上一葉、作曲・編曲：岩野道拓
3. モノローグドラマ 尾汐七斗里 編

### Vol.3
歌は、百井 リン（立花慎之介）。2012年11月21日に「黒嶋哲」と同時に発売された。
1. 壇ノ浦 レクイエム（勉強科目:古文）
作詞：外原祥子、作曲・編曲：岩野道拓
2. 原子分子STEP〜ぼくらの化学反応〜
作詞：村上一葉、作曲・編曲：岩野道拓
3. モノローグドラマ 百井リン 編

### Vol.4
歌は、：黒嶋哲（前野智昭）。2012年11月21日に「百井 リン」と同時に発売された。
1. 求める道〜1/216の確率〜（勉強科目:数学）
作詞：外原祥子、作曲・編曲：岩野道拓
2. 原子分子STEP〜ぼくらの化学反応〜
作詞：村上一葉、作曲・編曲：岩野道拓
3. モノローグドラマ 黒嶋哲 編

## 第2弾
歌は、白金 永遠（代永翼）、尾汐 七斗里（細谷佳正）、百井 リン（立花慎之介）、黒嶋 哲（前野智昭）。2013年9月25日に発売。
1. ボクら1,000,000℃!（勉強科目：物理）
作詞：村上一葉、作曲：岩野道拓、歌：白金永遠（代永翼）
2. 暁Embryo（勉強科目：生物）
作詞：村上一葉、作曲：岩野道拓、歌：尾汐七斗里（細谷佳正）
3. 君とナインティーン（勉強科目：芸術史）
作詞：外原祥子、作曲：岩野道拓、歌：百井リン（立花慎之介）
4. 直往邁進 律と令（勉強科目：日本史）
作詞：外原祥子、作曲：岩野道拓、歌：黒嶋哲（前野智昭）
5. ふわふわ♥ホットケーキ♥ドリーム
作詞：藤間ミサト、作曲：新井健史、歌：白金永遠（代永翼）&尾汐七斗里（細谷佳正）
6. プリティー☆ファニー☆モンスター！
作詞：藤間ミサト、作曲：岩野道拓、歌：百井リン（立花慎之介）&黒嶋哲（前野智昭）
7. ボクら1,000,000℃!（勉強科目：物理）カラオケ Ver.
8. 暁Embryo（勉強科目：生物）カラオケ Ver.
9. 君とナインティーン（勉強科目：芸術史）カラオケ Ver.
10. 直往邁進　律と令（勉強科目：日本史）カラオケ Ver.
11. ふわふわ♥ホットケーキ♥ドリームカラオケ Ver.
12. プリティー☆ファニー☆モンスター！カラオケ Ver.

## 主題歌
原子分子STEP 〜ぼくらの化学反応（キズナ）〜（『理系男子。NEXT』 主題歌）
作詞：村上一葉、作曲：岩野道拓